# Sega Meganet

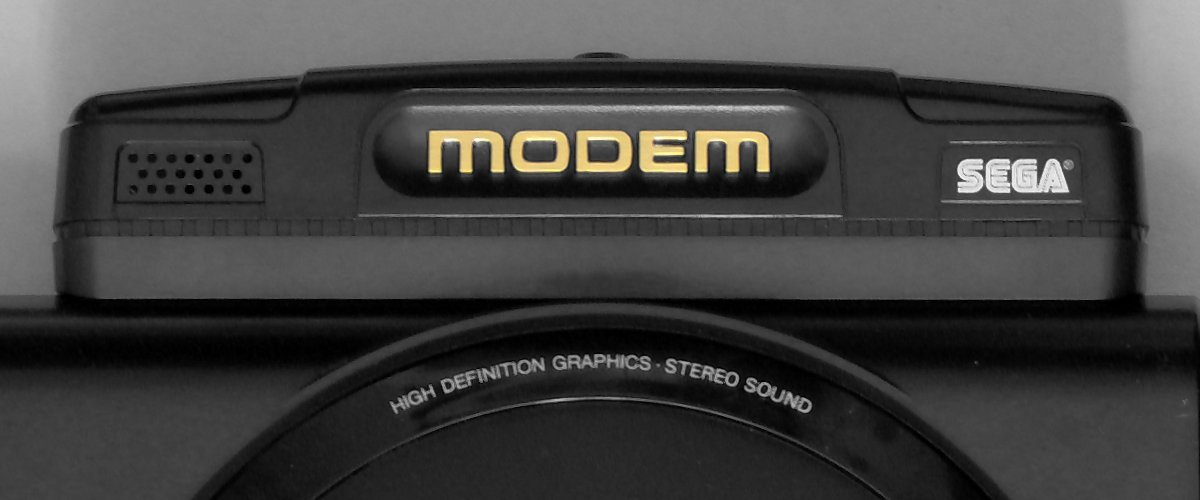
Modem

Sega Meganet – modem dla konsoli Sega Mega Drive.
Do gier, które obsługiwały japoński modem zalicza się m.in. Sonic Eraser, Columns i Flicky.
W 1995 roku w Brazylii uruchomiono usługę Meganet. Jej głównym celem była obsługa poczty elektronicznej, chociaż do 1996 roku Meganet był zdolny do uruchomienia gier online. Sprzęt i usługi Meganet były dostarczane za pośrednictwem dystrybutora firmy Sega w regionie, firmy Tectoy.